# Saniat Berguig
Saniat Berguig (franska: Saniat Berguig (CR), Saniat Berguig (Commune Rurale), arabiska: أولاد سبيطة) är en kommun i Marocko.   Den ligger i provinsen Sidi Bennour och regionen Casablanca-Settat, 220 km sydväst om huvudstaden Rabat. Antalet invånare är 30 286.